# مدرسه صدر پاقلعه
مدرسه صدر پا قلعه (سید العراقین) مربوط به دوره قاجار است و در اصفهان، محله پا قلعه، بازارچه حاج آقا شجاع واقع شده و این اثر در تاریخ ۱۷ اسفند ۱۳۸۱ با شمارهٔ ثبت ۷۶۳۹ به‌عنوان یکی از آثار ملی ایران به ثبت رسیده است.